# NGC 6288
NGC 6288 (również PGC 59312) – galaktyka eliptyczna (E-S0), znajdująca się w gwiazdozbiorze Smoka. Odkrył ją Edward D. Swift 19 sierpnia 1884 roku.